# Parschwinkel

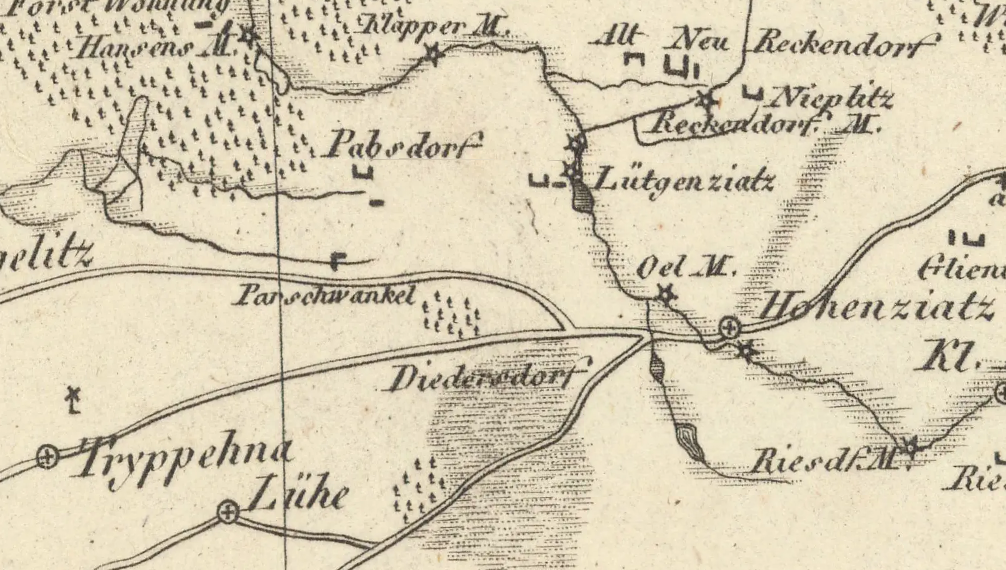
Karte „49. Theil von der Mittel-Mark“ von Friedrich Wilhelm Streit aus dem Jahr 1813 mit der Verzeichnung Parschwankel

Parschwinkel ist eine  Wüstung im Gebiet des Landkreises Jerichower Land.

## Geographie
Das Dorf Parschwinkel lag der Karte „49. Theil von der Mittel-Mark“ von Friedrich Wilhelm Streit aus dem Jahr 1813 zufolge zwischen Tryppehna, Pabsdorf und Lüttgenziatz.

## Geschichte
Es finden sich verschiedene Bezeichnungen für den Ort. Unter anderem Parschwinkel, Parschwankel und Porschwinkel.
Eine erste Urkundliche Erwähnung findet sich in einer Schenkungsurkunde der Grafen von Lindau an das Kloster Plötzky aus dem Jahre 1410. Hier wird der Ort als Perswinkel bezeichnet.
Im Erbbuch des Amt Gommern findet sich im Jahr 1591 eine Nachricht mit Erwähnung des Ortes Perschwinkel.
In einem Lehnbrief aus dem Jahr 1797 des Amts Gommern für die Gemeinde Tryppehna findet sich die Perschwinkel Mark.